# セゲド市電
セゲド市電（ハンガリー語: Szeged villamosvonal-hálózata）は、ハンガリーの都市・セゲドに存在する路面電車。2021年現在、トロリーバス（セゲド・トロリーバス）と共にセゲド交通会社（Szegedi Közlekedési Társaság、SZKT）によって運営されている。

## 歴史

路線網の推移
1950年
1996年

現在のハンガリーの都市であるセゲドには1850年代以降乗合馬車が運行していたが、1879年の洪水からの復興を経て再度発展を遂げ始めた都市の需要に追い付かない状態となっていた。そこでセゲド市は乗合馬車に代わる交通機関として、民間資本による馬車鉄道を導入する事を決定し、1884年7月1日から営業運転を開始した。当時は旅客輸送の他に貨物輸送も実施しており、前者は馬車、後者はスチームトラムが使用されていた。
開通翌年の利用客数は30万人に達し、以降も順調に利用客数を伸ばし続ける中、更に輸送力を増強させるため、運営会社はより先進的な交通機関である路面電車により既存の馬車鉄道の路線を置き換える事を決め、1907年に許可が下りた後、1909年以降順次路線網の電化が進められた。その後、第一次世界大戦後は経済の低迷の影響により旅客・貨物共に輸送量が大幅に減少する事態に見舞われ、更に運営企業についても幾つかの事業者の手に渡り続け、第二次世界大戦開戦までの路線の延伸や近代化はごく小規模に留まった。
戦時中、大規模な破壊を免れたセゲド市電は終戦後早期に荒廃した施設の復旧が進められ、貨物列車も生活物資輸送に一役買った。一方、1945年には運営組織が公営化され、1950年以降はセゲド路面軌道公社（Szegedi Villamos Vasút Vállalat）、路線バスの運営に参入した1955年以降はセゲド交通公社（Szegedi Közlekedési Vállalat、SZKV）という事業者名に改められた。

第二次世界大戦中のセゲド市電（1943年撮影）
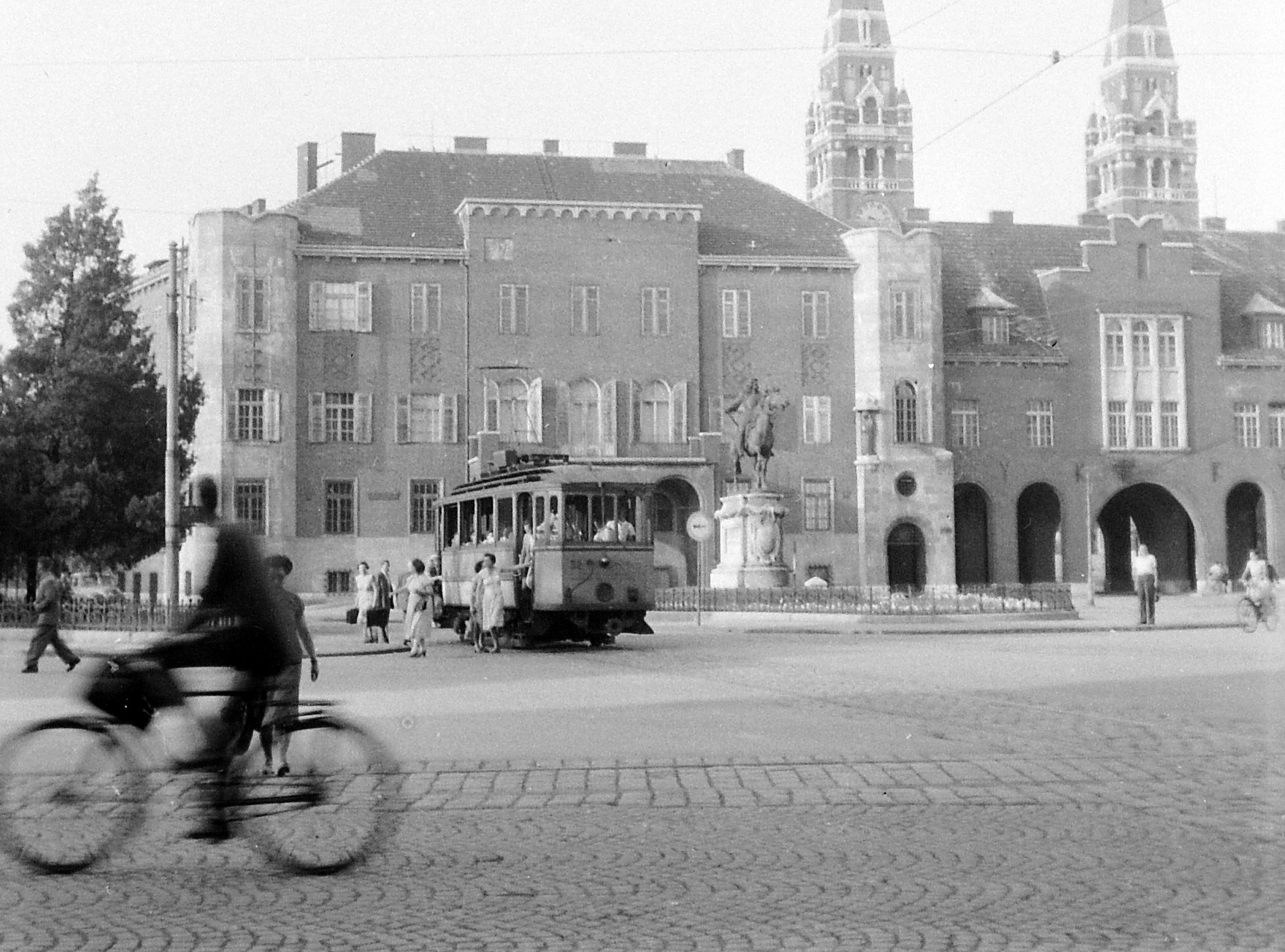
1950年代のセゲド市電（1955年撮影）

社会主義時代の1960年代以降は開通時から使用されていた2軸車に代わり、ブダペストやデブレツェンで製造された連接車が多数導入されたが、その一方で路線バスの発展に加えて1968年の運輸・郵便省の方針により、輸送力の低い単線区間を始めとした多くの路面電車路線が同年代後半から1977年まで廃止に追いやられた。ただしオイルショックによりこれ以降の廃線は行われず、残された路線は線路の移設を含めた近代化が進められた。

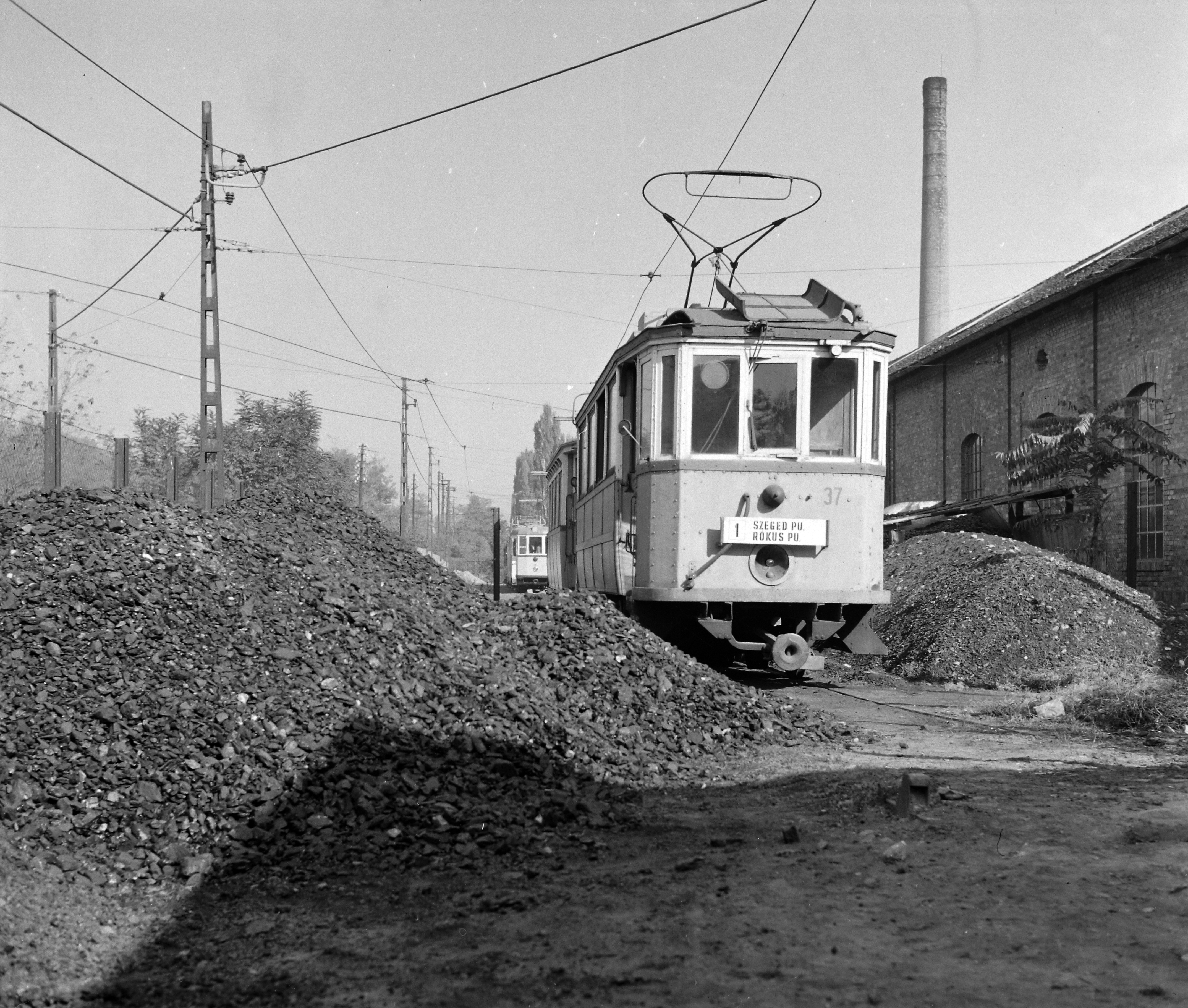
1960年代の2軸車（1968年撮影）
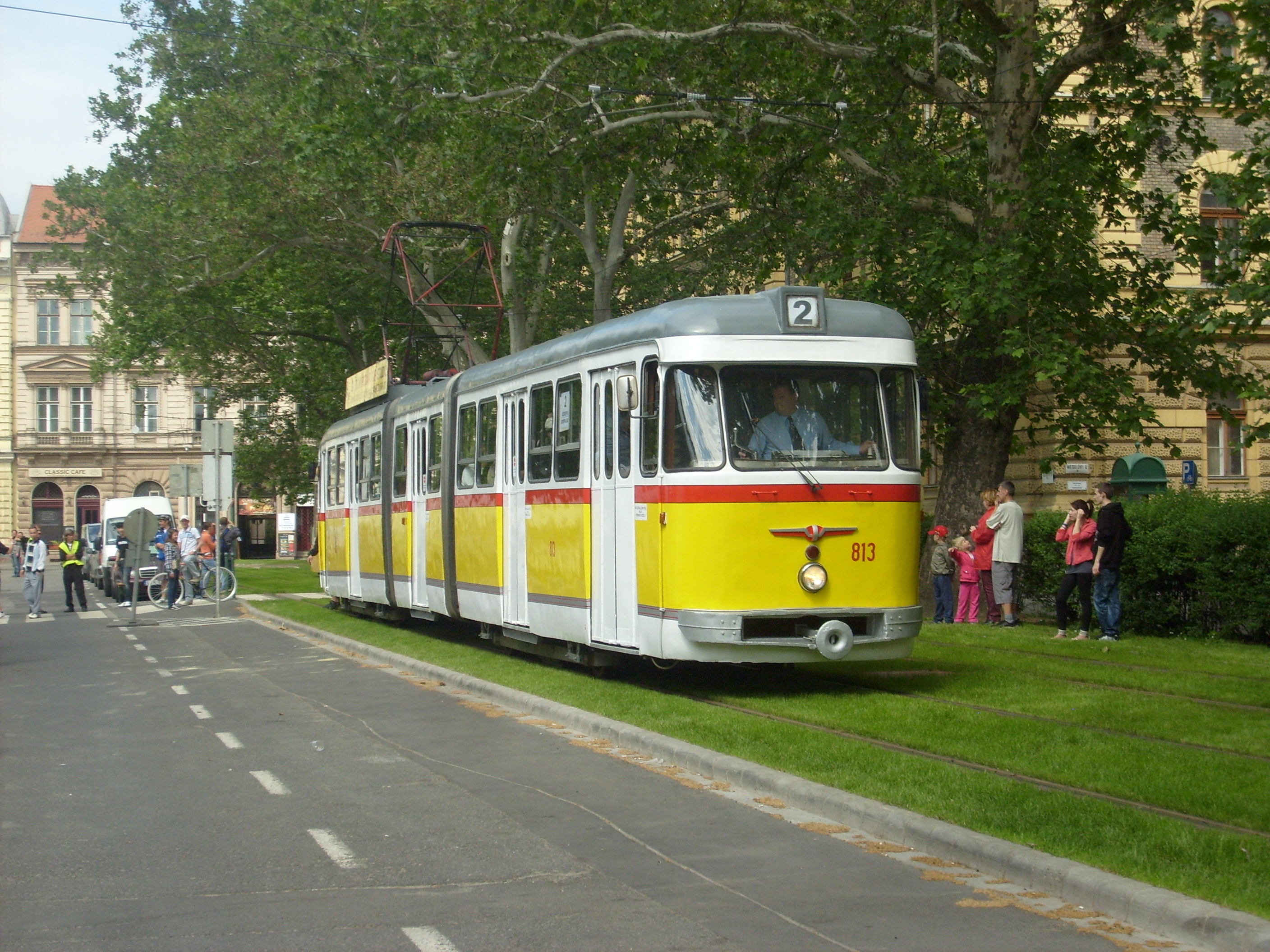
社会主義時代に導入された連接車は2010年代まで使用された（2012年撮影）
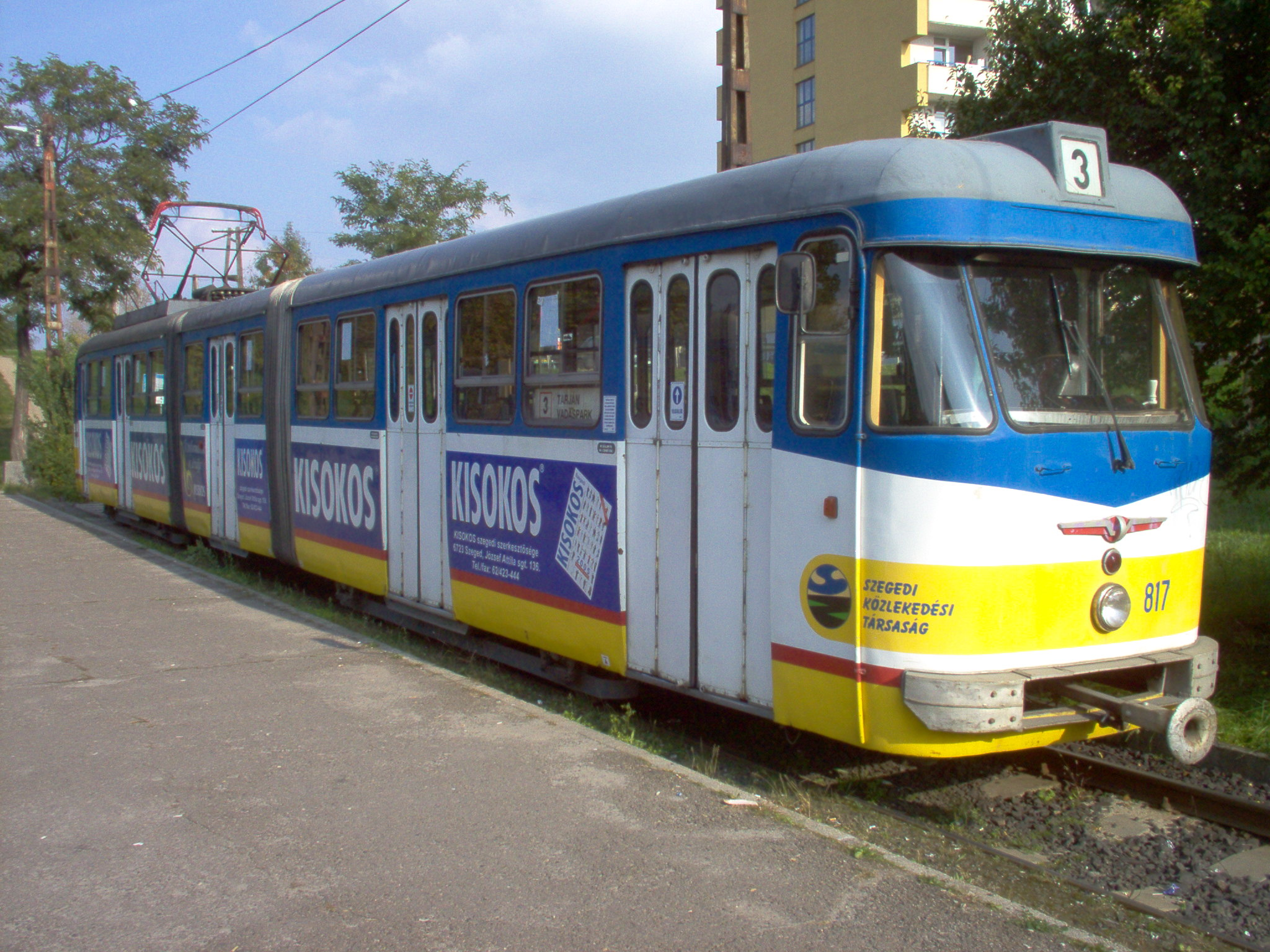
民主化後に塗装が変更された連接車（2005年撮影）
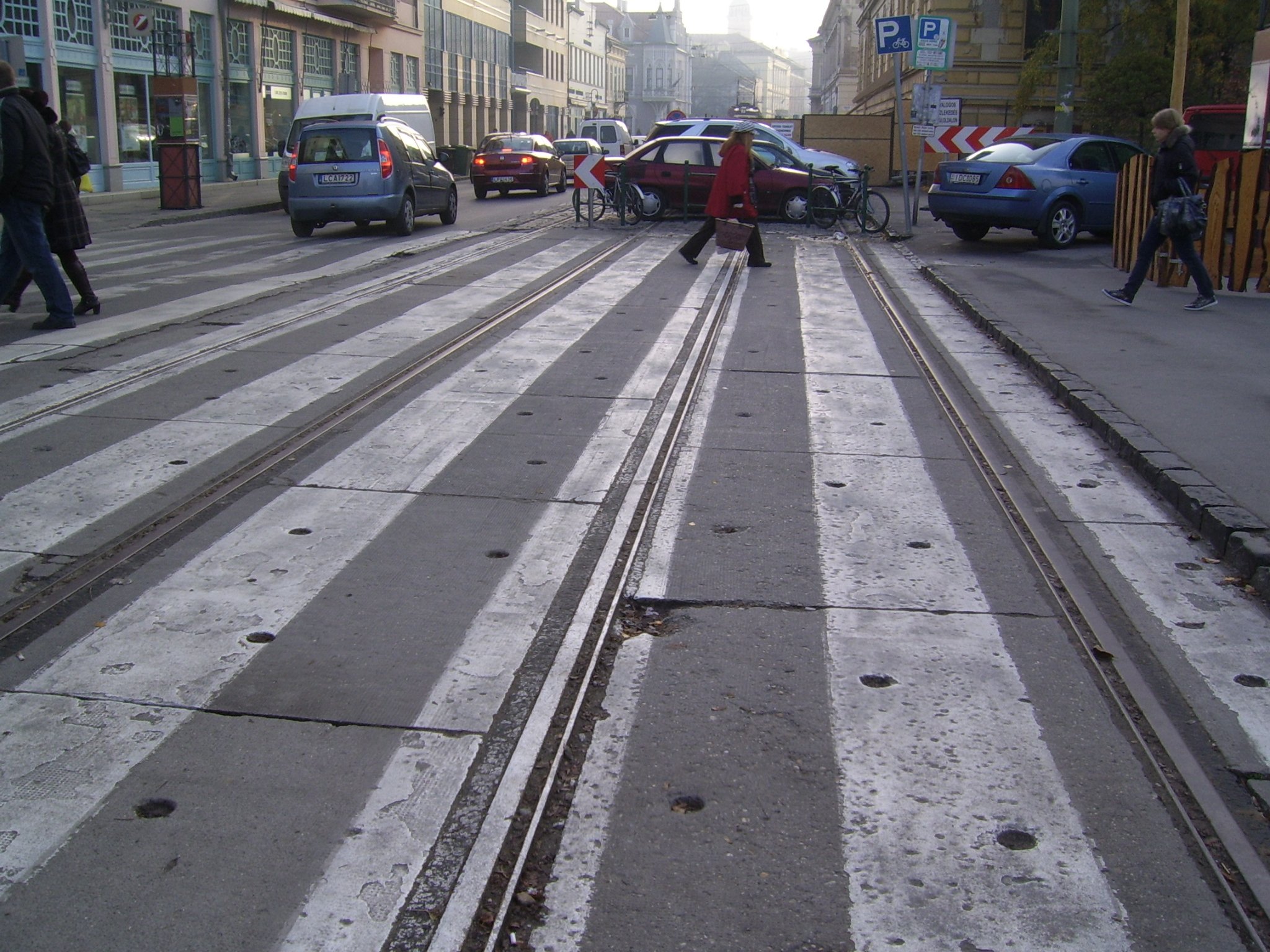
セゲド市内に残る廃線跡（2009年撮影）

ハンガリーの民主化後、1990年代には長年使用されていた連接車に代わってチェコ製のボギー車（タトラカー）が導入された一方、2000年代以降は路線網の更なる近代化も進められており、特に2012年3月3日には新たに2号線の営業運転が開始されている。車両についてもドイツ各都市からの譲渡による輸送力の増強が図られている他、2012年以降はポーランド製の超低床電車が導入され、社会主義時代の連接車の完全置き換えが達成されている。一方、運営権については民主化に合わせてセゲド市へ権利が移管された後、1994年以降2021年現在まで有限責任会社のセゲド交通会社が運営を実施している。
- 路線網の推移
- 1950年
- 1996年

## 運行
2021年7月現在、セゲド市電で運行している系統は以下の通りである。
| 系統番号 | 起点         | 終点         | 備考   |
| -------- | ------------ | ------------ | ------ |
| 1        | Szeged Plaza | Szeged pu.   | [ 7 ]  |
| 2        | Európa liget | Szeged pu.   | [ 8 ]  |
| 3        | Tarján       | Vadaspark    | [ 9 ]  |
| 3F       | Tarján       | Fonógyári út | [ 10 ] |
| 4        | Tarján       | Kecskés      | [ 11 ] |

路線図
1号線
2号線
3号線
3F号線
4号線

## 車両
2021年現在、セゲド市電に在籍する営業用車両の形式は以下の通り。これら以外にも、社会主義時代に生産された連接車を始めとした歴史的な車両の一部が動態保存用として在籍している。
- T6A2H - 1997年から1998年にかけて13両が導入された、チェコの鉄道車両メーカーであったČKDタトラ製のボギー車（タトラカー）[2]。
- KT4D-M、KT4D-ME - 輸送力増強を目的にドイツ各都市（ポツダム、コトブス）から18両が譲渡された小型2車体連接車。導入に際して近代化工事が実施された[2]。
- B6A2D-M - ドイツのロストック市電（ロストック）から4両が譲渡された付随車のB6A2Dを電動車へ改造した車両。営業運転時はT6A2Hの後方に連結される[12]。
- 120Nb - ポーランドのペサが開発した超低床電車（5車体連接車）。2012年に9両が導入された[2]。

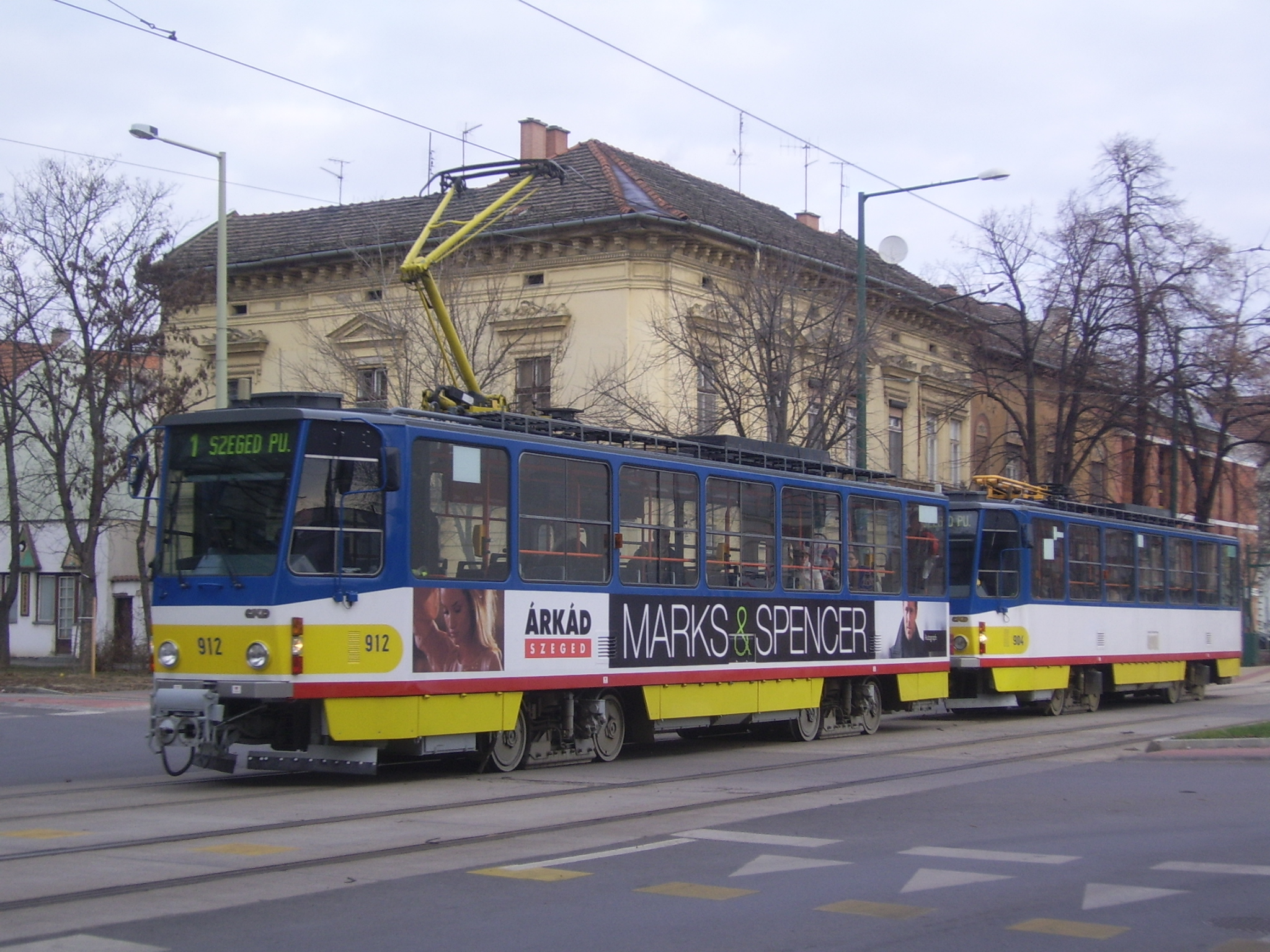
T6A2H（2012年撮影）
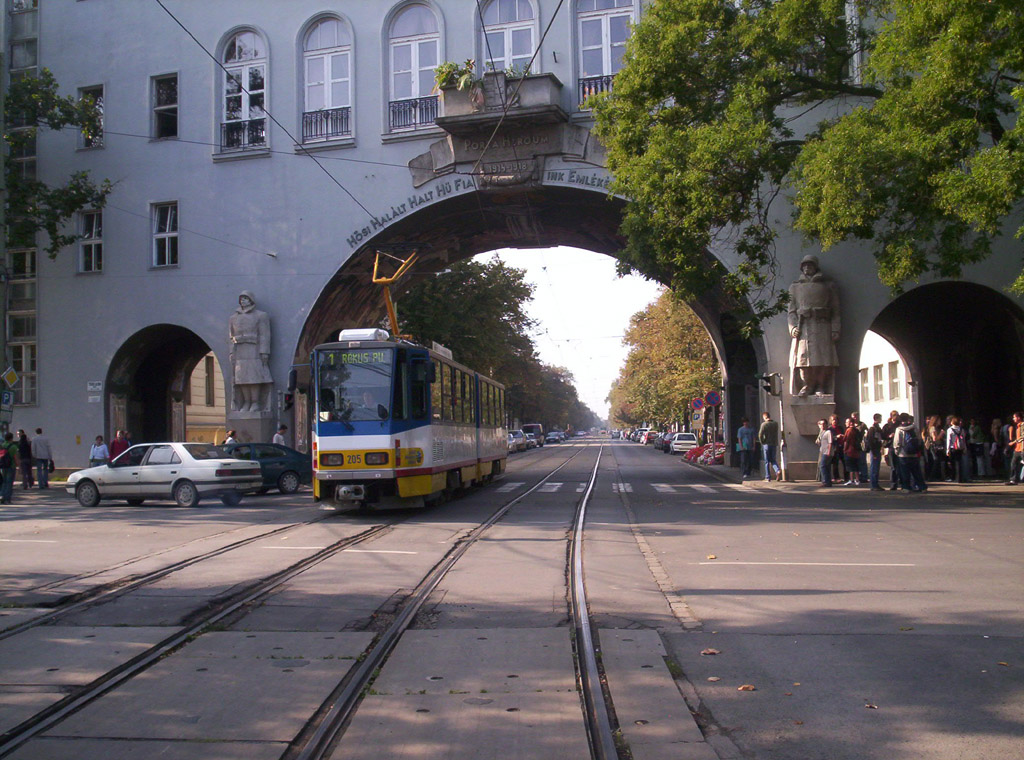
KT4D（2004年撮影）
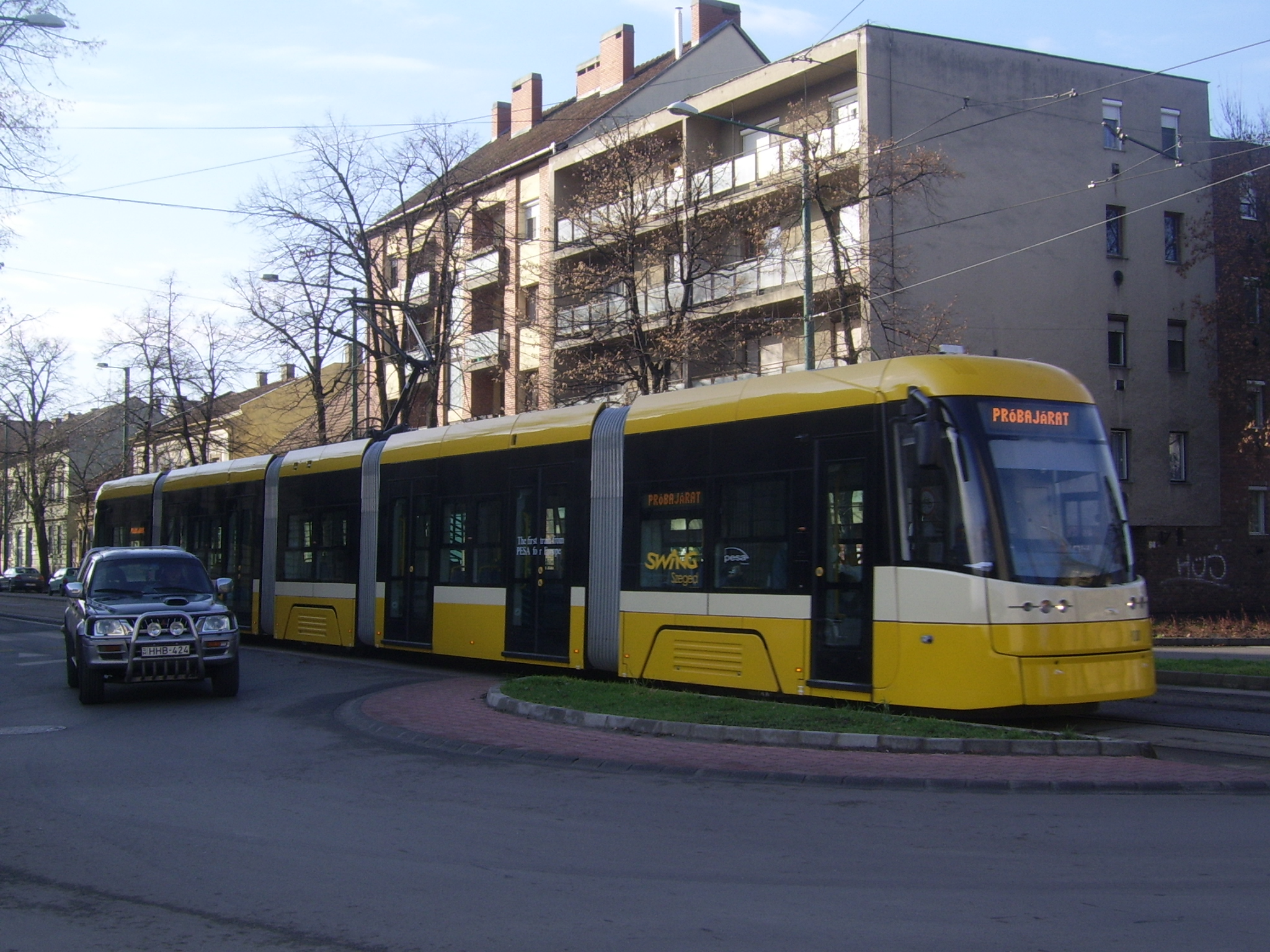
120Nb（2012年撮影）
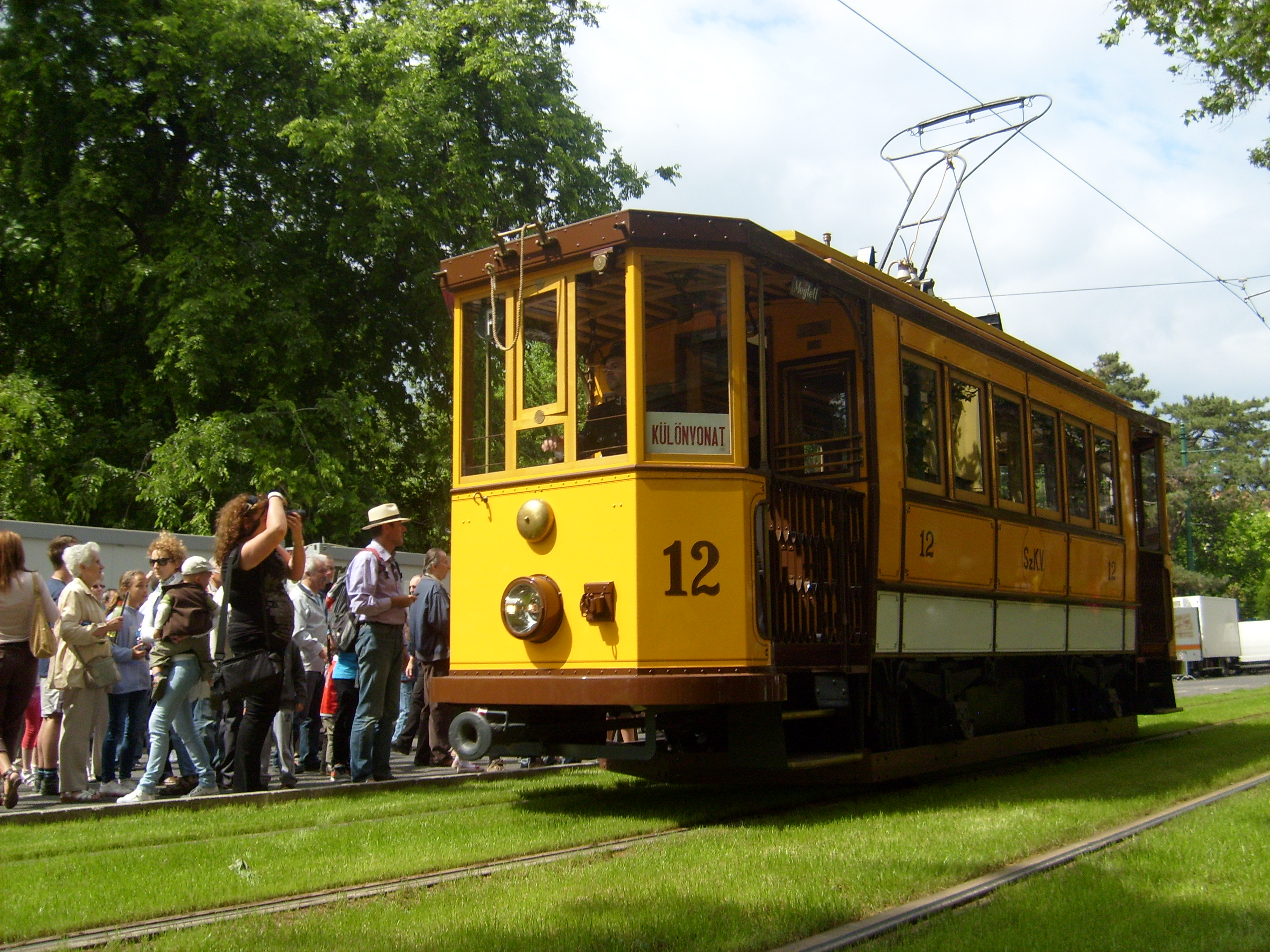
動態保存車両（2軸車）（2012年撮影）

## 今後の予定
セゲドと近隣都市のホードメゼーヴァーシャールヘイの公共交通機関の利便性向上を図るため、両都市を結ぶトラムトレインが導入される事になっているが、そのうちセゲド市内の区間についてはハンガリー国鉄との連絡線を建設したうえでセゲド市電の1号線へ直通運転を実施する。運行開始は2021年を予定している。